# Spodoptera evanescens
Spodoptera evanescens är en fjärilsart som beskrevs av Butler 1884. Spodoptera evanescens ingår i släktet Spodoptera och familjen nattflyn. Inga underarter finns listade i Catalogue of Life.